# Sprâncenata
Sprâncenata est une commune roumaine située dans le județ d'Olt.